# Bolbaffer dudleyi
Bolbaffer dudleyi är en skalbaggsart som beskrevs av Gussmann och Clarke H. Scholtz 2001. Bolbaffer dudleyi ingår i släktet Bolbaffer och familjen Bolboceratidae. Inga underarter finns listade.